# Арріервелд
Арріервелд (нід. Arriërveld) — селище в нідерландській провінції Оверейсел. Входить до муніципалітету Оммен.
Його площа становить 8,55 км², а населення станом на 2021 рік складало 90 осіб.
Перша згадка про населений пункт датується 1867 роком.